# Império do Divino Espírito Santo da Lombega

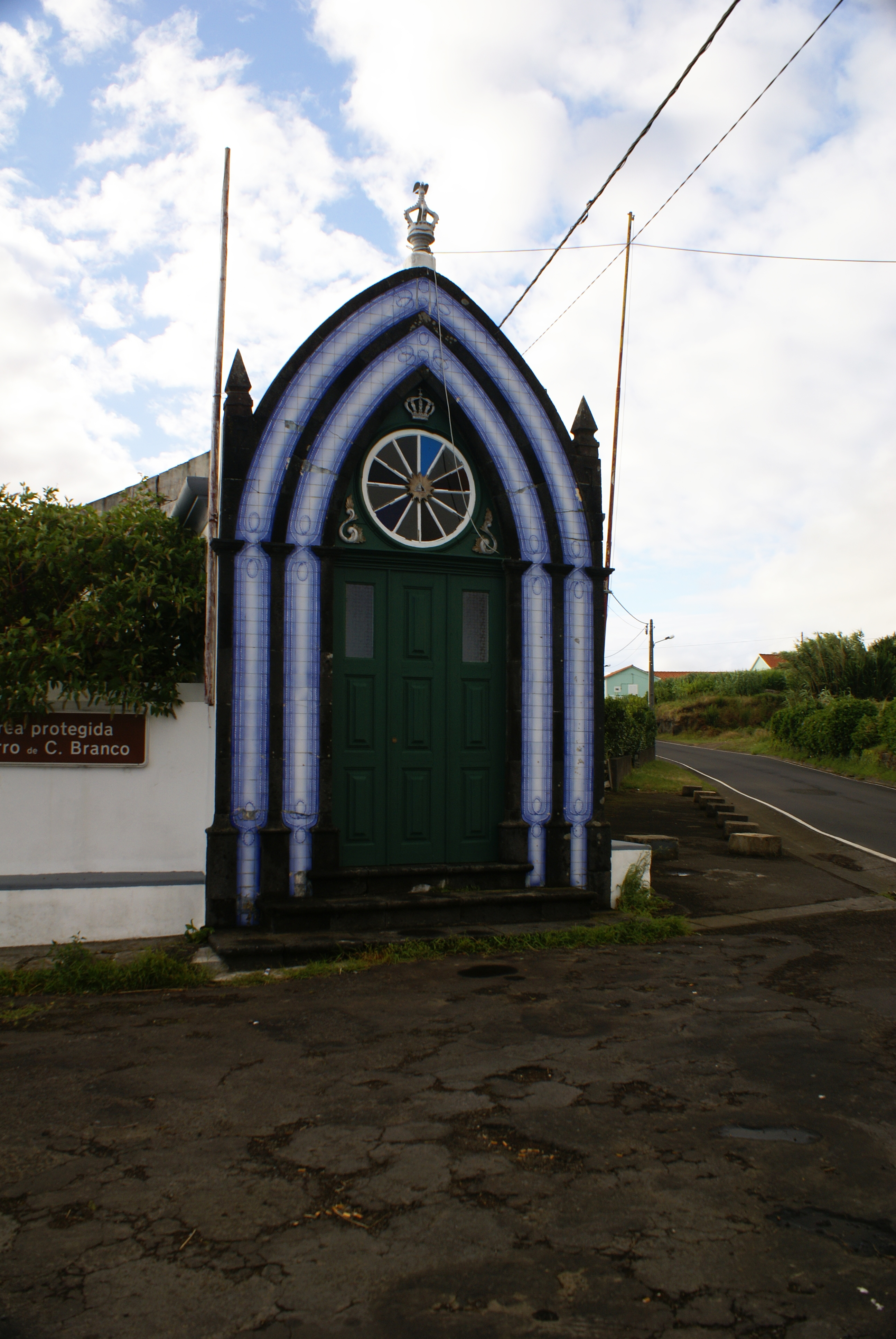
Império do Espírito Santo da Lombega.

O Império do Divino Espírito Santo da Lombega é um Império do Espírito Santo português que se localiza na aldeia da Lombega, freguesia de  Castelo Branco, concelho da horta, ilha do Faial, arquipélago dos Açores.
Este Império do Divino, único do seu género na ilha, localiza-se no cruzamento da estrada principal entre a freguesia de Castelo Branco e a cidade da Horta, no caminho que dá acesso à formação geológica denominada Morro de Castelo Branco.
As festas que aqui são feitas em honra do Divino acontecem todos os anos na Segunda Feira do Espírito Santo.